# Liste der mecklenburgischen Gesandten in Preußen
Liste der mecklenburgischen Gesandte in Preußen. Mecklenburg-Schwerin und Mecklenburg-Strelitz unterhielten von 1794 bis 1919 eine gemeinsame Gesandtschaft in Berlin. Von 1919 bis 1934 amtierten die Gesandten auch als bevollmächtigte Minister beim Reichsrat. 

## Gesandte

### Mecklenburg-Schwerin
1794: Aufnahme diplomatischer Beziehungen
- 1794–1835: Friedrich August von Lützow (1757–1835)
- 1835–1850: Wilhelm von Hessenstein (1790–1867)
- 1851–1852: Adolf Friedrich von Schack (1815–1894)
- 1852–1856: Bernhard Friedrich Ferdinand Carl von Bülow (1820–1864)
- 1856–1858: Carl von Gamm (interimistischer Geschäftsträger)
- 1858–1862: Ernst von Hopffgarten (1797–1861)
- 1863–1867: Adolf von Sell (1797–1891)
- 1867–1873: siehe Mecklenburg-Strelitz
- 1873–1875: vakant
- 1875–1889: Max von Prollius (1826–1889)
- 1889–1905: Fortunat von Oertzen (1842–1922)
- 1905–1918: Joachim Freiherr von Brandenstein (1864–1941)
- 1919–1934: Friedrich Tischbein (1880–1970)

1934: Auflösung der Gesandtschaft

### Mecklenburg-Strelitz
1794: Aufnahme diplomatischer Beziehungen
- 1794–1867: siehe Mecklenburg-Schwerin
- 1867–1873: Bernhard Ernst von Bülow (1815–1879)
- 1873–1918: siehe Mecklenburg-Schwerin
- 1918–1919: vakant

1919–1923: keine diplomatischen Beziehungen
- 1923–1932: siehe Braunschweig

1932: Auflösung der Gesandtschaft